# Вашингтон Тауншип (округ Індіана, Пенсільванія)
Вашингтон Тауншип (англ. Washington Township) — селище (англ. township) в США, в окрузі Індіана штату Пенсільванія. Населення — 1649 осіб (2020).

## Демографія
Згідно з переписом 2010 року, у селищі мешкало 1808 осіб у 696 домогосподарствах у складі 517 родин. Було 763 помешкання
Расовий склад населення:
| - 99,3 % — білих - 0,2 % — чорних або афроамериканців - 0,1 % — азіатів |

До двох чи більше рас належало 0,3 %. Частка іспаномовних становила 0,2 % від усіх жителів.
За віковим діапазоном населення розподілялося таким чином: 25,1 % — особи молодші 18 років, 62,6 % — особи у віці 18—64 років, 12,3 % — особи у віці 65 років та старші. Медіана віку мешканця становила 41,1 року. На 100 осіб жіночої статі у селищі припадало 104,8 чоловіків;  на 100 жінок у віці від 18 років та старших — 105,6 чоловіків також старших 18 років.
Середній дохід на одне домашнє господарство  становив 67 744 долари США (медіана — 65 000), а середній дохід на одну сім'ю — 73 608 доларів (медіана — 70 144). Медіана доходів становила 50 048 доларів для чоловіків та 28 906 доларів для жінок. За межею бідності перебувало 6,4 % осіб, у тому числі 8,6 % дітей у віці до 18 років та 3,9 % осіб у віці 65 років та старших.
Цивільне працевлаштоване населення становило 989 осіб. Основні галузі зайнятості: освіта, охорона здоров'я та соціальна допомога — 24,7 %, сільське господарство, лісництво, риболовля — 15,0 %, будівництво — 10,0 %, виробництво — 9,5 %.